# ロッチェッラ・イオーニカ
ロッチェッラ・イオーニカ（イタリア語: Roccella Ionica）は、イタリア共和国カラブリア州レッジョ・カラブリア県にある、人口約6,400人の基礎自治体（コムーネ）。

## 地理

### 位置・広がり

#### 隣接コムーネ
隣接するコムーネは以下の通り。括弧内のVVはヴィボ・ヴァレンツィア県所属を示す。
- カウローニア
- ジョイオーザ・イオーニカ
- マリーナ・ディ・ジョイオーザ・イオーニカ
- マルトーネ
- ナルドディパーチェ (VV)

## 行政

### 分離集落
ロッチェッラ・イオーニカには、以下の分離集落（フラツィオーネ）がある。
- Bosco Catalano, Canne, Cutunizza, Ferraro, Mancino, Spanò